# یوان تبا
یوان تبا (انگلیسی: Iowane Teba؛ زادهٔ ۲۳ فوریهٔ ۱۹۹۳) بازیکن راگبی ۷ نفره اهل فیجی است.
وی در مسابقات کشوری و بین‌المللی در مجموع برندهٔ ۱ مدال نقره شده است.